# Kidnap (film 2008)
Kidnap è un film di Bollywood di genere thriller diretto da Sanjay Gadhvi, che precedentemente aveva diretto pellicole di successo come Dhoom (2004) e Dhoom 2 (2006).

## Trama
Kambir (Imran khan) rapisce Sonia (Minisscha Lamba), per vendicarsi di quando era piccolo la famiglia di Sonia lo aveva fatto andare in prigione per un incidente d'auto.